# Могутова гора
Могу́това гора — вершина Жигулёвских гор, находящаяся на берегу Волги, единственная обособленная вершина Жигулей.

## Географическое положение
Могутова гора находится в северной части Самарской Луки, является частью Жигулёвских гор, являясь единственной обособленной вершиной массива. Благодаря этому находится в центре города Жигулёвск. Максимальная высота — 265,1 м над уровнем моря, занимаемая площадь — около 7 км².
С запада находится Отважнинская долина, с востока — Морквашинская, имеющие общее начало, и являющиеся ответвлениями широкой долины, находящейся к югу от горы. Северный склон обрывается к Волге, от которой гору отделяет лишь узкая полоска суши. На южном склоне находится карьер по добыче камня. У западного и юго-западного подножья горы протекает впадающая в Волгу речка Морквашка.

## Топонимика
Название горы предположительно происходит от слова «могутный» — «могучий», «большой», «крепкий». Вероятно также и использование тюркских слов «мога», «могужа» — «мощь», «сила». Также есть версия об антропонимическом происхождении названия.
Собственные названия имеют и отдельные части горы. Крайняя северо-восточная часть горы, расположенная у устья Морквашинского оврага, называется Каменной горой. На северном склоне находятся два скалистых выступа, названных «Два брата».

## Геоморфология
Массив Могутовой горы представляет собой куполообразный эрозионный останец, отделённый от основного массива двумя соприкасающимися каньонообразными палеодолинами, переуглублёнными в начале позднего плиоцена. Палеодолины выходили в палеодолину Северо-Жигулёвской реки, впадавшей в Палео-Волгу в районе Зольного, в современном мире эта долина занята Волгой.
Рельеф останца крутосклонный, несколько выполаживающийся у вершины, имеются скальные гребни на северном склоне. Ось гребня до появления карьера была направлена с северо-востока на юго-запад. Массив слабо расчленён сетью балок, поверхностные карстопроявления отсутствуют.
Построенная у западного окончания горы Жигулёвская ГЭС спроектирована так, чтобы находиться в пределах древнеаллювиальных толщ, без контакта с каменными массивами. Это сделано для повышения сейсмической устойчивости и независимости от карстовых образований.

## Геология
Могутова гора, как и все Жигули, в тектоническом отношении относится к Жигулёвско-Пугачёвскому своду. В геологическом строении горы участвуют отложения каменноугольной, пермской и четвертичной систем.